# Pasul Sfântul Gotthard
Pasul Sankt Gotthard (uzual Gotthardpass, în italiană Passo del San Gottardo) a fost o perioadă lungă de timp punctul cel mai important de legătură dintre regiunea Alpilor de nord și sud. Trecătoarea leagă localitatea Andermatt din cantonul Uri, cu Airolo din Valle Leventina, cantonul Tessin, Elveția. Pasul este situat la altitudinea de 2108 m deasupra n.m. și are înclinația de 12 %. Are o lungime de 27 km și leagă localitățile Altdorf și Biasca aflate la o distanță de 110 km.
Trecătoarea este denumită după Sfântul Gotthard⁠(en)[traduceți].